# Opel Szentgotthárd

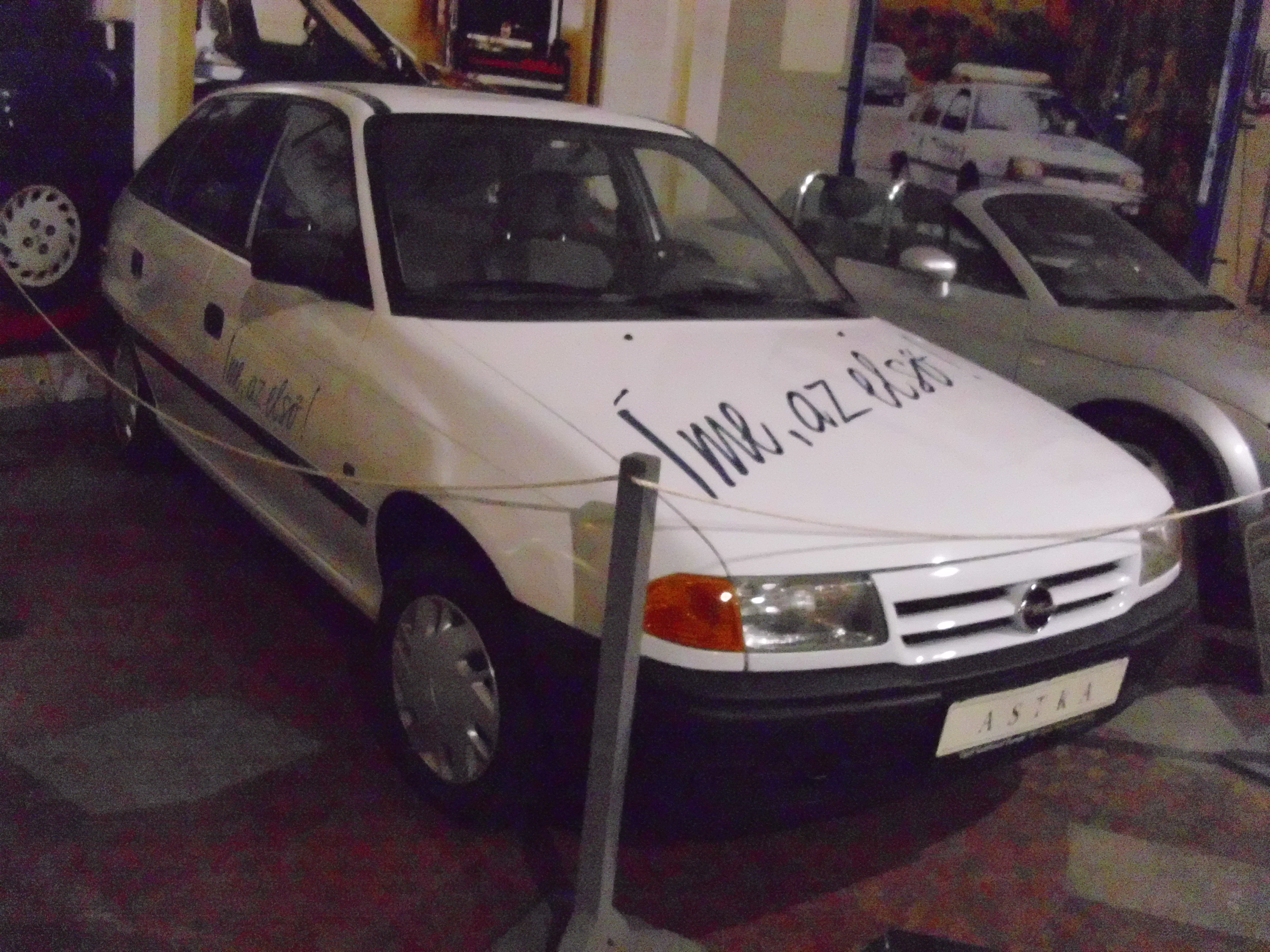
Opel Astra F aus ungarischer Produktion im Közlekedési Múzeum in Budapest

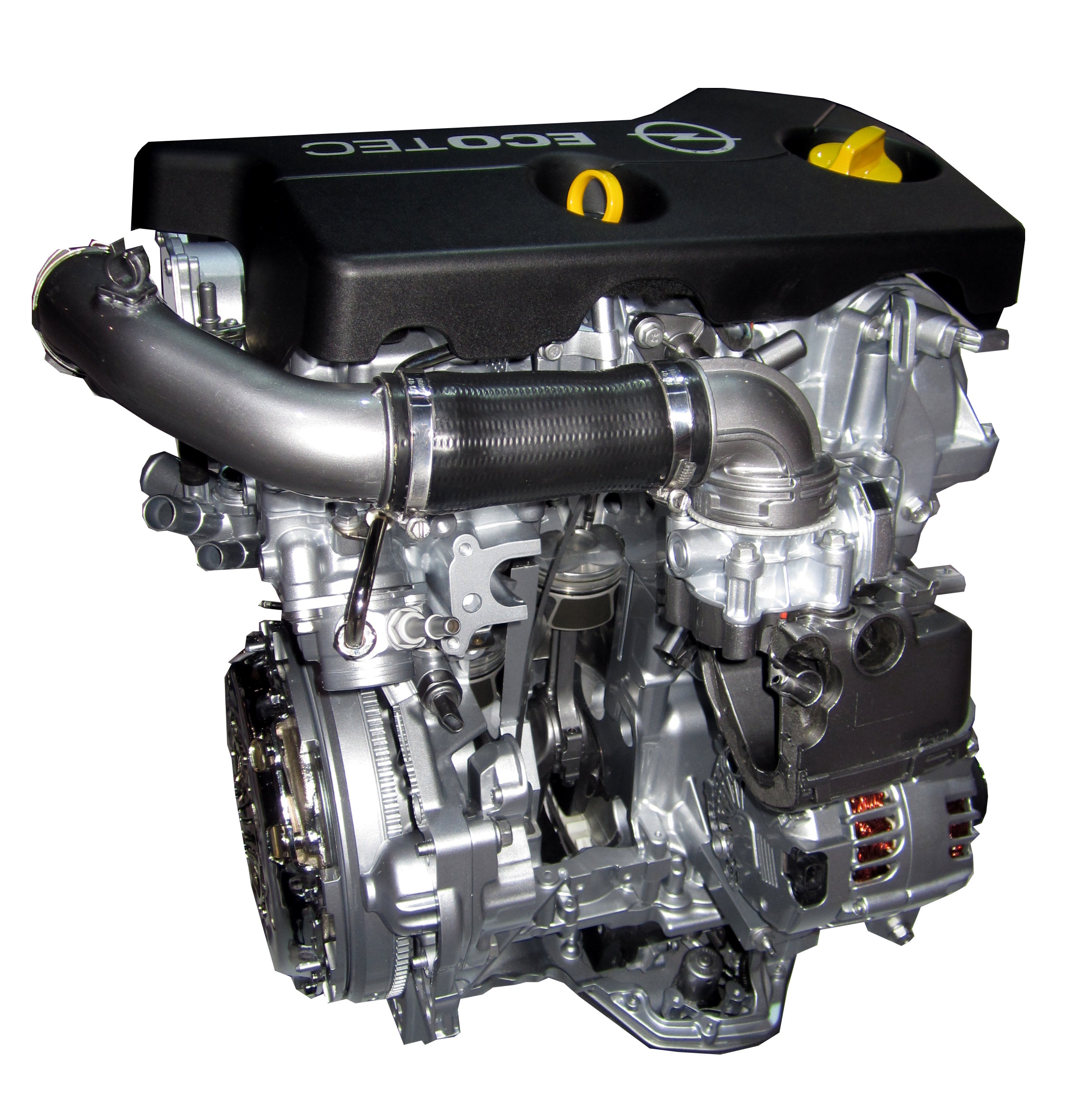
Motor

Opel Szentgotthárd ist ein Unternehmen der Automobilindustrie, das zu Opel gehört.

## Unternehmensgeschichte
Das Unternehmen wurde am 26. Juli 1990 gegründet. Der Sitz ist in Szentgotthárd im Westen Ungarns. 1992 begann die Montage von Automobilen und Motoren. 2000 wurde der Fahrzeugbau eingestellt. Im Februar 2016 löste Grzegorz Buchal Tamás Solt als Chief Executive Officer ab. Im März 2017 waren 1200 Mitarbeiter beschäftigt.

## Produkte
Das Unternehmen stellte Opel Astra und Opel Vectra her. Eine Quelle gibt den Zeitraum 12. März 1992 bis 1998 für den Astra und 1998 bis 2000 für den Vectra an. Insgesamt entstanden 85.000 Fahrzeuge.
Der Motorenbau umfasst sowohl Otto- als auch Dieselmotoren. Laut einer für 2012 angekündigten Werkserweiterung sollten die Motoren ausschließlich für Fahrzeuge von Opel und Vauxhall verwendet werden. Für 1999 und 2015 sind jeweils nahezu 512.000 Motoren überliefert. Der Höchstwert wurde 2016 mit 629.199 Motoren erreicht. 2017 fiel die Zahl auf 486.000 und 2018 auf 313.000.